# Tránsito de María

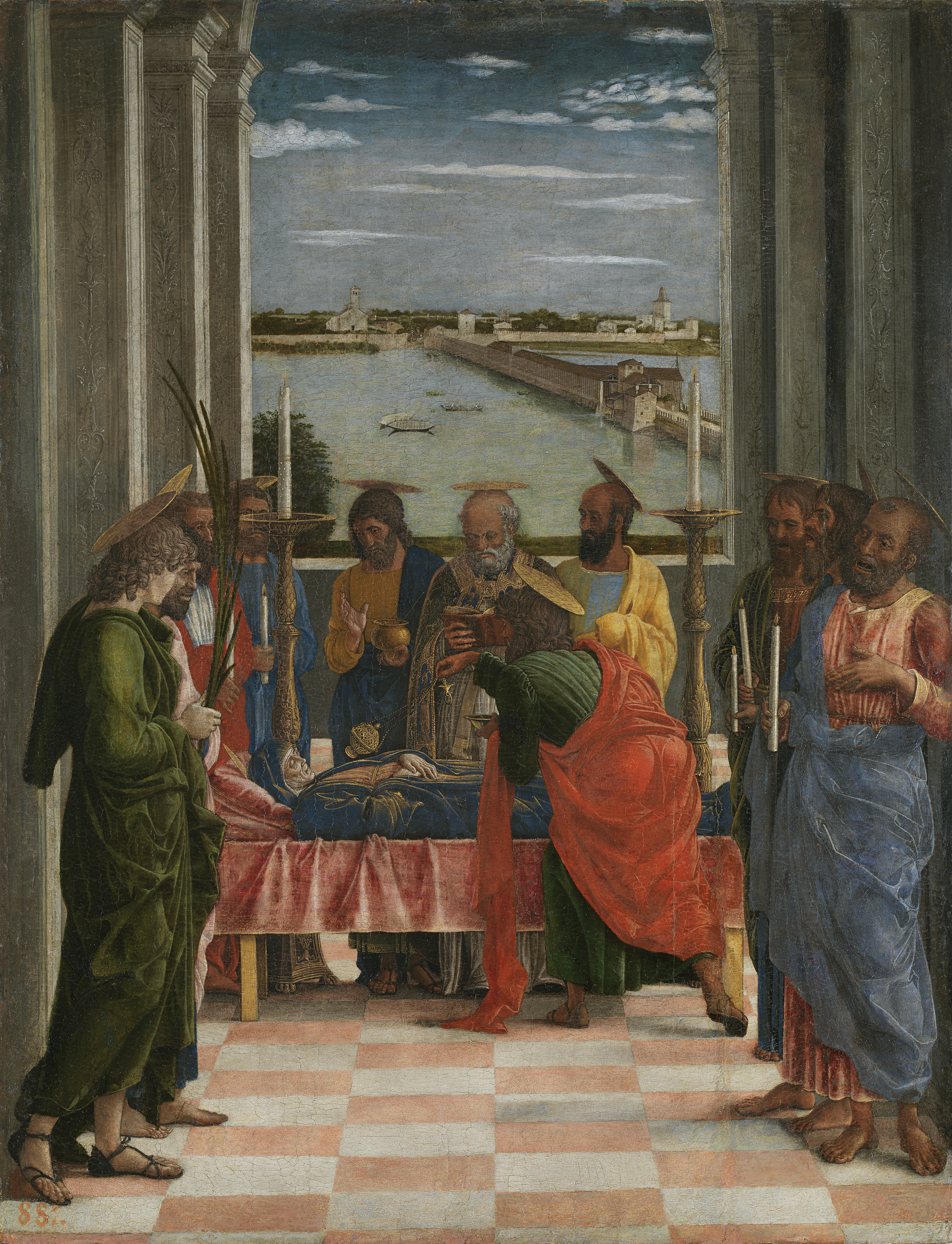
Tránsito de la Virgen
de Andrea Mantegna

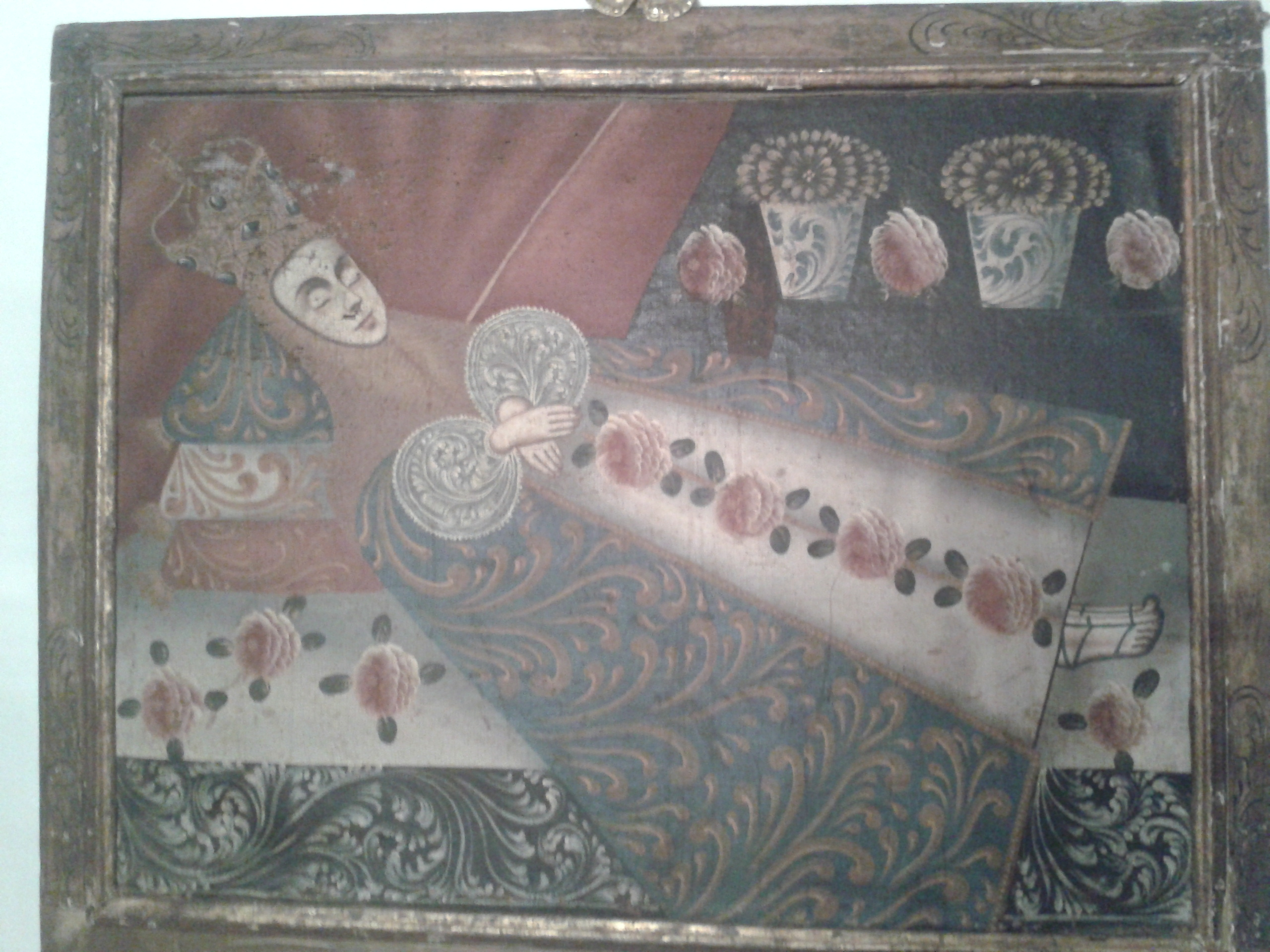
"Virgen del Tránsito", barroco cuzqueño,

En el catolicismo el Tránsito de María (Dormición) es la glorificación del cuerpo de la Virgen María mediante la definitiva donación de la inmortalidad gloriosa sin pasar por la muerte; es decir, al contrario que sucede en la muerte humana, la intervención divina de su Hijo hizo que cuerpo y alma glorificados no se separasen en espera del Juicio Final y fueran asuntos unidos a los cielos. Según el dogma establecido por Pío XII el 1 de noviembre de 1950: «Pronunciamos, declaramos y definimos ser dogma divinamente revelado; que la Inmaculada Madre de Dios, siempre Virgen María, cumplido el curso de su vida terrena, fue asunta en cuerpo y alma a la gloria celeste».
En el lenguaje iconográfico, se llama Virgen en dormición aquella representada en un lecho amortajada tapada por ropa de cama; y la Virgen en tránsito aquella representada en un lecho amortajada pero no tapada por ropa de cama y por lo general rodeada de flores todo el perímetro.
La festividad del Tránsito de María se celebra el día 15 de agosto.

## En Oriente y Occidente
En el cristianismo católico, la Asunción de la Virgen es un dogma de fe, declarado como tal en 1950. Si bien el dogma no se pronuncia explícitamente sobre la muerte de la Santísima Virgen, la tradición mayoritaria considera que la Virgen fue asunta a los Cielos, en cuerpo y alma.
En el cristianismo ortodoxo también se comparte la creencia de la asunción y se agrega la creencia de que fue dormida, lo que se conoce como la «santísima dormición de la Virgen María», lo que habría sucedido antes de ser asunta al cielo.